# Daniel Charpilloz
Daniel Charpilloz, né le 27 septembre 1892 à Bévilard (originaire du même lieu) et mort le 22 juillet 1955 dans la même commune, est un industriel jurassien.
Il est connu pour avoir fondé le Mouvement séparatiste jurassien (qui deviendra le Rassemblement jurassien en 1951) avec Roland Béguelin et Roger Schaffter.

## Biographie
Issu d'une famille protestante, Daniel Charpilloz est le fils d'Alfred Charpilloz (1856-1924) et de Caroline-Irma Voutat. Il grandit dans une famille nombreuse, étant l'un des 13 enfants.
Daniel Charpilloz effectue ses études à l'école cantonale de Porrentruy. En 1915, il obtient un diplôme du technicum à l'école d'ingénieurs de Bienne. Devenu chef de fabrication, il devient associé à la direction de l'entreprise familiale de décolletage, Hélios, à Bévilard, de 1919 à 1940. En 1940, son frère Arnold prend la tête de l'entreprise familiale, car, en 1941, Daniel rachète Malleray Watch (aujourd'hui DC Swiss SA) et se lance dans la fabrication de tarauds, filières et alésoirs de précision.
En 1929, il est l'un des cofondateurs du trust des fabricants de pignons et devient président de l'Association suisse pour l'outillage et les instruments de précision en 1946.
Lors de l'affaire Moeckli, il appelle à la « libération » du Jura lors de la manifestation populaire du 20 septembre 1947. Il devient alors membre fondateur et premier président du Mouvement séparatiste jurassien, puis du Rassemblement jurassien, poste qu'il occupe de 1947 à 1954.
Daniel Charpilloz meurt le 22 juillet 1955 à Bévilard (BE), à l'âge de 62 ans. Il repose au cimetière de Bévilard.
En 1969, sa tombe est profanée.

## Famille
Son neveu, Alain Chaprpilloz est également membre du Rassemblement jurassien et a été président de l'Unité jurassienne de 1976 à 1978.